# Rock Lake, Alberta
Rock Lake är en sjö i Kanada.   Den ligger i provinsen Alberta, i den centrala delen av landet, 3 200 km väster om huvudstaden Ottawa. Rock Lake ligger 1 385 meter över havet. Arean är 1,7 kvadratkilometer. Den sträcker sig 1,7 kilometer i nord-sydlig riktning, och 2,4 kilometer i öst-västlig riktning.
I omgivningarna runt Rock Lake växer i huvudsak barrskog. Trakten runt Rock Lake är nära nog obefolkad, med mindre än två invånare per kvadratkilometer.